# Noviherbaspirillum
Noviherbaspirillum es una género de bacterias gramnegativas de la familia Oxalobacteraceae. Fue descrito en el año 2013. Su etimología hace referencia a nuevo Herbaspirillum. En general, la mayoría de especies se han aislado de suelos muy variados, desde praderas y campos de cultivo, hasta suelos áridos y fríos. Solamente una especie, Noviherbaspirillum massiliense, se ha aislado en una ocasión de las heces de un paciente sano, por lo que estas bacterias no se relacionan con infecciones humanas. 

## Taxonomía
Muchas de sus especies formaban parte anteriormente del género Herbaspirillum. Actualmente contiene 15 especies descritas:
- N. aerium
- N. agri
- N. arenae
- N. aridicola
- N. aurantiacum
- N. autotrophicum
- N. canariense
- N. denitrificans
- N. humi
- N. malthae
- N. massiliense
- N. pedocola
- N. psychrotolerans
- N. soli
- N. suwonense